# Lyoneura lugubris
Lyoneura lugubris är en tvåvingeart som beskrevs av Camillo Rondani 1856. Lyoneura lugubris ingår i släktet Lyoneura och familjen fjärilsmyggor.
Artens utbredningsområde är Italien. Inga underarter finns listade i Catalogue of Life.